# Marcelo Tulbovitz
Marcelo Tulbovitz Dembovich (Montevideo, 12 de agosto de 1961) es un preparador físico uruguayo.

## Trayectoria
Nacido en Malvín, su madre se llamaba Rosa (hija de polacos) y su padre fue Elías (hijo de letones), sus hermanos Ernesto Tulbovitz (asesor en comunicaciones) y Sergio Tulbovitz (actualmente jubilado, percusionista), y su hijo Matias Tulbovitz (abogado deportivo). Obtuvo el título universitario de Licenciado de Educación Física en 1986.
En su país logró el título de campeón con los equipos de Progreso, Defensor y Nacional. Luego comenzó de lleno como preparador físico de Futsala de Peñarol. Trabajó en el Club Nacional de Football, Racing, y River Plate de Uruguay. También para la selección de El Salvador y Cobresal de Chile, entre otros equipos.
El 29 de marzo de 2003, por recomendación de su colega y compatriota Daniel Ipata, llega al equipo de Saprissa de Costa Rica. Después de 3 años, 8 meses y con varios títulos ganados, fue nombrado, junto a Hernán Medford, preparador físico de la selección de Costa Rica.

## Clubes
| Club                     | País        | Año               |
| ------------------------ | ----------- | ----------------- |
| Progreso                 | Uruguay     | 1989              |
| Nacional                 | Uruguay     | 1990              |
| Progreso                 | Uruguay     | 1991              |
| Selección de El Salvador | El Salvador | 1991              |
| El Tanque Sisley         | Uruguay     | 1992              |
| Racing                   | Uruguay     | 1993              |
| Fénix                    | Uruguay     | 1994              |
| Juventud                 | Uruguay     | 1995              |
| Defensor Sporting        | Uruguay     | 1997              |
| Cobresal                 | Chile       | 1999              |
| Santiago Morning         | Chile       | 2001              |
| River Plate              | Uruguay     | 2001              |
| Defensor Sporting        | Uruguay     | 2002              |
| Saprissa                 | Costa Rica  | 2003 - 2006       |
| Selección de Costa Rica  | Costa Rica  | 2007 - 2008       |
| Club León                | México      | 2009              |
| San Carlos               | Costa Rica  | 2009              |
| Selección de Costa Rica  | Costa Rica  | 2009 - 2010       |
| Estudiantes Tecos        | México      | 2010 - 2011       |
| Saprissa                 | Costa Rica  | 2011 - 2012       |
| Nacional                 | Uruguay     | 2012              |
| River Plate              | Uruguay     | 2013              |
| Universidad de Chile     | Chile       | 2014 - 2015       |
| Nacional                 | Uruguay     | 2016 - 2017       |
| River Plate              | Argentina   | 2018 - 2023       |
| Nacional                 | Uruguay     | 2024 - Actualidad |

## Palmarés

### Campeonatos oficiales
| Título                             | Club                    | País       | Año       |
| ---------------------------------- | ----------------------- | ---------- | --------- |
| Primera División                   | Progreso                | Uruguay    | 1989      |
| Primera División                   | Defensor Sporting       | Uruguay    | 1997      |
| UNCAF                              | Saprissa                | Costa Rica | 2003      |
| Campeonato Apertura                | Saprissa                | Costa Rica | 2003      |
| Campeonato Nacional                | Saprissa                | Costa Rica | 2003-2004 |
| Campeonato Nacional                | Saprissa                | Costa Rica | 2005-2006 |
| Campeonato Concacaf                | Saprissa                | Costa Rica | 2005      |
| Campeonato Apertura                | Saprissa                | Costa Rica | 2005      |
| Campeonato Clausura                | Saprissa                | Costa Rica | 2006      |
| Copa Uncaf                         | Selección de Costa Rica | Costa Rica | 2007      |
| Torneo Apertura "Juan José Tudurí" | Nacional                | Uruguay    | 2011      |
| Campeonato Uruguayo                | Nacional                | Uruguay    | 2011-2012 |
| Torneo Apertura 2014               | Universidad de Chile    | Chile      | 2014      |
| Supercopa de Chile 2015            | Universidad de Chile    | Chile      | 2015      |
| Copa Chile 2015                    | Universidad de Chile    | Chile      | 2015      |
| Campeonato Uruguayo "Especial"     | Nacional                | Uruguay    | 2016      |
| Campeonato Intermedio              | Nacional                | Uruguay    | 2017      |
| Supercopa Argentina                | River Plate             | Argentina  | 2017      |
| Copa Libertadores                  | River Plate             | Argentina  | 2018      |
| Recopa Sudamericana                | River Plate             | Argentina  | 2019      |
| Supercopa Argentina                | River Plate             | Argentina  | 2019      |
| Copa Argentina                     | River Plate             | Argentina  | 2019      |
| Liga Argentina                     | River Plate             | Argentina  | 2021      |
| Campeonato Intermedio              | Nacional                | Uruguay    | 2024      |
| SuperCopa                          | Nacional                | Uruguay    | 2025      |

### Destacados
| Título                                        | Club     | País       | Año  |
| --------------------------------------------- | -------- | ---------- | ---- |
| Vicecampeonato Apertura                       | Saprissa | Costa Rica | 2004 |
| Vicecampeonato Concacaf                       | Saprissa | Costa Rica | 2004 |
| Vicecampeonato Clausura                       | Saprissa | Costa Rica | 2005 |
| Tercer lugar Mundial de Clubes                | Saprissa | Costa Rica | 2005 |
| Segundo Lugar Torneo Clausura "Carlos Gardel" | Nacional | Uruguay    | 2011 |

## Fútbol Sala
Ha tenido grandes participaciones con equipos de Fútbol Sala en el Uruguay, ganando varios títulos.
| Título                         | Club                 | País    | Año  |
| ------------------------------ | -------------------- | ------- | ---- |
| Campeón del Torneo Preparación | Bohemios             | Uruguay | 1991 |
| Campeón Nacional               | Platense             | Uruguay | 1993 |
| Campeón Nacional               | Peñarol              | Uruguay | 1994 |
| Campeón Nacional               | Peñarol              | Uruguay | 1995 |
| Campeón Nacional               | Peñarol              | Uruguay | 1996 |
| Medalla de Plata               | Selección de Uruguay | Uruguay | 1996 |
| 5.º. Puesto                    | Selección de Uruguay | Uruguay | 1996 |

## Distinciones particulares
Mejor PF del Fútbol Uruguayo 2011/2012.
Mejor PF del Fútbol Uruguayo 2012/2013.
Mejor PF del Fútbol Uruguayo 2013/2014.
Mejor PF del Fútbol Uruguayo 2016.